# 周本顺
周本顺（1953年2月—），男性，湖南省溆浦县人。在职研究生學歷，湖南大学商学院管理工程专业工学硕士，湖南大学工商管理学院管理科学与工程专业管理学博士，武汉大学法学院宪法与行政法学专业法学博士，经济师职称。中华人民共和国政治人物。1971年9月加入中国共产党，是中共第十八届中央委员、中共十五大代表，第十一届全国人大常委会委员、全国人大内务司法委员会委员。曾任中共中央政治局常委、中共中央政法委书记周永康的秘书。
2015年7月，周本顺因涉嫌严重违纪违法接受中共中央纪委调查。他也因此成为中共十八大以后被查的首位在职中共省委书记，也是周永康秘书中最后落马的一位。2015年9月25日被免去第十二届全国人民代表大会代表、河北省第十二届人民代表大会代表、河北省人民代表大会常务委员会主任职务。2015年10月16日，周氏因为严重违法违纪被双开并移送司法机关。2016年10月9日，周本顺受贿案由最高人民检察院侦查终结后，移送福建省厦门市人民检察院审查起诉。厦门市人民检察院已向厦门市中级人民法院提起公诉。2017年2月15日，厦门市中级人民法院以受贿罪一审判处周本顺有期徒刑十五年，并处没收个人财产人民币二百万元。

## 生平

### 早年生涯
周本顺出生于湖南省溆浦县桥江镇。1971年9月，周本顺加入中国共产党。1972年4月起，周本顺在长春地质学院石油物探专业学习。后担任湖南省地质学校教师、党委秘书、团委副书记。1982年10月至1984年12月，周任湖南省地质矿产厅政治部秘书（副科级）。1984年12月，周本顺进入中共湖南省委政策研究室工作，官至该研究室主任。1994年10月，周氏外放地方，出任中共邵阳市委副书记，翌年升任该市市委书记。其间，周在湖南大学商学院管理工程专业学习，获工学硕士学位。2000年11月，周调任湖南省公安厅厅长。在湖南省公安厅厅长任上，周本顺果断端掉邵阳黑社会性质组织头目“小红宝”，引起湖南省轰动。一年后即升任中共湖南省委常委、政法委书记兼省公安厅厅长。并于1999年9月至2003年6月，在湖南大学工商管理学院管理科学与工程专业学习，获管理学博士学位。

### 入调中央
2003年11月，周本顺入调中央，任中共中央政法委副秘书长、机关党委书记。次年，又身兼中央社会治安综合治理委员会委员、中央新疆工作协调小组成员等职。其间，2005年11月至2006年11月，在武汉大学法学院宪法与行政法学专业学习，获法学博士学位；2006年3月至2006年7月间，在中共中央党校省部级干部进修班学习。2008年3月起，周本顺任中央社会治安综合治理委员会副主任，中央政法委秘书长。2010年5月，又兼任中央新疆工作协调小组成员兼办公室主任，中央维护稳定工作领导小组成员。2011年8月起，改任中央社会管理综合治理委员会（即原中央社会治安综合治理委员会）委员。此间，周本顺长期担任时任中共中央政治局常委、中央政法委书记周永康的秘书，与其有颇多交集，并常陪同周永康赴地方调研视察。

### 外调河北
2013年3月20日，周本顺调任中共河北省委书记、省人大常委会党组书记。2013年5月30日，被河北省第十二届人大常委会第二次会议补选为第十二届全国人民代表大会代表。2014年1月12日，周本顺当选河北省人大常委会主任。

## 争议
有政治分析人士认为，周本顺的调任不符合常规做法。此前罕有从中共中央政法委秘书长、中央综治委副主任任上直接空降河北的先例。这一重要人事变动是否与周永康有关只能为外界所猜测。而周本顺调任时，中央已经开始实行“八项规定”，但周本顺多次在公开场合对此表达不满。据中纪委办案人员透露，周本顺曾公开表示，现在中央抓八项规定，抓得太细太严了，没有必要。酒该喝还是要喝的，喝点酒有什么不好，喝点酒多有气氛。而他调任河北后，他没有按规定入住省委提供的周转房，而是看中了河北省军区大院里的一座二层小楼，要去装修后供其入住。这座小楼原是招待所，共16个房间、800多平米，所居住的人除了周本顺之外，还有他的秘书、司机、两个保姆、两个厨师。其中一个保姆是专门负责给他养宠物的，两个厨师也都是从湖南选的厨师，专门为了照顾他的口味特意安排的。周本顺还在多处住所内摆设佛堂佛龛。每逢初一、十五和相关佛教节日，都按时在家烧香拜佛。他甚至家里养的一只乌龟死后，还专门为此手抄经文，连同乌龟一起入土。
2013年9月23日至25日，中共中央总书记习近平抵达其“党的群众路线教育实践活动”联系省河北，参加中共河北省委常委班子专题民主生活会。9月23日上午，习近平分别同时任省委书记的周本顺以及省长张庆伟谈话，详细询问专题民主生活会准备情况，要求省委书记和省长二人带头查摆剖析，带头开展批评和自我批评。在23日下午至25日上午举行的专题民主生活会上，周本顺代表省委常委班子作对照检查。他表示，自己到河北后，求变心切，怕掉位、怕失面子的思想严重，对经济发展速度及总量依然很在乎，而对民众切身利益的关注不太迫切。周本顺同时第一个接受了其他常委的批评：
- 中共河北省委副书记、河北省长张庆伟：（周）政绩观偏差。
- 中共河北省委副书记赵勇：（周）在工作摆布上，把扶贫工作放在县域经济发展和县城建设这个攻坚战中，显得不突出，值得下一步引起注意。
- 中共河北省委常委、常务副省长杨崇勇：希望（周）能够强力推动决策落实。
- 中共河北省委组织部长梁滨：（周）作为省委书记，在干部问题上应该投入更大的精力，应该尽快熟悉干部的总体情况，特别是注重保持干部政策的连续性。
- 中共河北省委秘书长景春华：（周）要更加注重决策民主化。
- 中共河北省委统战部长范照兵：（周）统战意识不强。

周本顺还表示，作为河北这一京畿重地的省委书记，“今后一定做到6个带头：带头遵守党的政治纪律，带头坚持密切联系群众，带头民主科学依法决策，带头坚持改革创新实干，带头执行党的干部政策，带头严守廉洁自律底线。要率先垂范，正己肃下，在全省营造一种清正清廉清明之风。”由于此次“省委常委班子专题民主生活会”受到官方媒体广泛报道，这一活动也受到广泛关注，但亦有观点认为这纯属政治作秀。而参加该会议的时任省委常委除周本顺外竟有六人先后落马（景春华、梁滨、张越、杨崇勇、史鲁泽、艾文礼），另外省委副书记赵勇日后也被边缘化。
除此之外，周本顺亦曾在多个场合发表过有关反贪腐问题的言论。2014年10月27日，中共党报《人民日报》刊发了周本顺在该省省委常委集体学习会议上的讲话。周本顺称，“在个人定力与从政环境的关系上，有三句话我觉得有道理：一是常在河边走不湿鞋，难；二是出淤泥而不染，更难；三是船晃人不动，难上加难。”他还称，“不好的政治生态危害的是人们的精神健康。衡量政治生态好坏，一个基本标志就是清廉。”他在讲话中主张坚持君子之交和人际关系保持简单，“领导干部决不能成为不正当社会关系的编织者，不搞庸俗的官场术。”2015年3月9日下午，中国十二届全国人大三次会议河北团组开放期间，周本顺在谈到反腐工作时表示，梁滨和景春华的案件，充分说明河北下一步反腐败的任务十分艰巨。周本顺称，2014年河北巡视发现的问题是2013年发现的6倍，查处的省管干部贪腐案件超出前十年的总和。立案查处的县处级干部同比增长175%，尤其是查处了一批像马超群这样的“小官巨腐”的案件。他认为，河北省不敢腐的氛围已经初步形成，政治生态正在发生积极变化。事后有报道称，马超群案由周本顺直接过问。当时受马超群讹诈的一个北戴河企业直接找到了周本人，周过问案件后，马超群才落马。
周本顺担任河北省委书记期间，由国务院统筹推进的京津冀一体化工程也处于全面发展阶段。周在接受凤凰卫视记者吴小莉专访时，对河北的环境治理、生态补偿、产业转型与绿色崛起表达了信心。周本顺曾明确表态：不能够把垃圾从家里扫到家门口，北京的污染企业转到河北，这是不可能的。此后，周在出席河北省推进京津冀协同发展工作会议时指，京津冀协同发展，给河北带来的积极影响是全方位的、深层次的，是河北面临的最大、最宝贵、最现实的机遇。同年4月12日，周本顺在河北省委常委会议上强调，河北环绕首都北京，“为首都服务是我们义不容辞的政治责任，我们应该有为首都服务的政治觉悟”。他的这一说法，被网友吐槽为“河北书记卖河北”。2015年7月14日至15日，中共河北省委第八届委员会第十一次全体（扩大）会议审议通过了《中共河北省委、河北省人民政府关于贯彻落实〈京津冀协同发展规划纲要〉的实施意见》。在上述会议上，周本顺再次强调了京津冀协同发展对河北的深刻影响，还称河北要做京津冀协同发展的最大受益者和最大贡献者。有评论指，正是因为周本顺是“封疆大吏”，是河北的主要负责人，肩负着配合京津冀协同发展的重担，或许是中共中央迟迟未对其“动手”的重要原因；同时，省委书记不仅牵扯到诸多方面的工作，而且其职务的突然变动也会打乱中共整体人事布局。

### 疑涉令谷车祸
2012年3月18日，原中共中央办公厅主任令计划之子令谷因法拉利事件身亡，香港《星島日報》引述明镜新闻网的消息称周永康和令计划打算各出一人组成两人团队，与警方合作来处理车祸。这两人分别是时任中央政法委秘书长、中央综治委副主任周本顺和令计划的小舅子谷源旭。在24小时内，周本顺和谷源旭篡改令谷和二名伤者的身份信息，将他们的名字和居住地悉数更改。随后几天“法拉利”在新浪微博上成敏感词。

### 与周永康共事
2003年开始，周本顺长期在中共中央政法委工作。2008年3月，周本顺出任中共中央政法委秘书长、中央社会治安综合治理委员会副主任。其后，他一直协助在中共十七届一中全会上入选中共中央政治局常委的周永康工作。坊间长期流传周本顺与周永康治下中央政法委的关系。即便在周本顺调任河北后，其身边依旧有军职工作人员，这也引起河北当地不少议论。有河北政界人士透露，河北当地有过两次周本顺要“离开”的传闻，一次是周永康落马以后，另一次则是2015年一二月份全国“两会”前夕。

### 央視點名批評
官方媒體對周本顺最終結論評價出現於2016年10月中共十八屆六中全會閉幕，央視《焦点访谈》特別節目《释放全面从严治党最强音》中點名批判周本顺其私下家族貪腐，但公開場合廉政演講一套一套，同時中央八項規定反腐出台後，周本顺私下妄議批判不認同，漠視中央權威，其又是首都鄰接省分影響極壞。

## 贪腐被查
自从周永康退休以来，关于周本顺遭到调查的传言长期在坊间流传。
2015年7月24日上午，京津冀三地协同发展工作推进会议在北京召开。周本顺率领河北省相关负责人出出席了此次会议，有报道称，会后周本顺被中共中央纪委的调查人员带离接受调查。当日上午出刊的中共河北省委机关报《河北日报》还刊登了周本顺在秦皇岛市北戴河区调研的消息。周被调查的消息引发河北政坛人士震惊。有报道指河北政界人士普遍认为，周本顺落马与其在河北的工作经历无关。文章引述上述人士观点称，由于周曾经担任过十年的中央政法委副秘书长和秘书长，长期接近周永康，在周永康的主要干将先后落马期间，周本顺也常有传闻传出称其行将落马。报道同时引述一位接近河北领导层的人士称，一直到周永康本人都被判刑，周本顺尚安然无恙，众人以为他已经过关，即“平安落地”。有分析指，“二周”之间很容易结成私密利益关系。对于周永康在此期间的所做所为，周本顺理应知晓并参与执行。该人士认为，由于有周永康“身边人”“大秘”的烙印，周本顺自担任河北省委书记后“一直非常低调”，作为省委书记的周本顺在河北任职期间“总怕出纰漏，什么都不敢动，在政治经济上也没什么举措，也没拿出什么好的典型的东西，没有什么让众人折服的事情。”
2015年7月24日下午18时10分，中共中央纪委发布消息指周本顺因涉嫌严重违纪违法接受组织调查。周本顺成为中共十八大以后被查的首位在职中共省委书记，也是周永康秘书中最后落马的一人。
周本顺落马消息公布当晚，《人民日报》客户端发表评论指，周本顺的落马再证反腐势头不削弱，整顿吏治步伐不停歇，称周的“命运断崖式蹶倒”“揭示中央反腐布局尽在运筹之中”，更说明“贪腐必难逃追究，反腐就是要不留余地”。25日凌晨，“国平”发表题为《反腐没有休止符》的文章称，周本顺接受调查受网民热议反映中共坚决反腐的举措更加深入人心。文章还称，反腐没有“固定节奏”，反腐没有“高低潮”，反腐早已步入常态化。猛药去疴，重典治乱，“反腐虽猛但绝不是一阵风”。
在周本顺被调查的消息公布后，刊载有周本顺视察新闻的《河北日报》在官网删除了当天报纸的头版（电子版），目前已无法阅览。当日新华社下午16时40分许播发的“张高丽主持召开京津冀协同发展工作推动会议”的新闻配图也在消息公布后对原图进行了裁剪并重新播发，删去了原图中位于画面左侧的周本顺的图像。新华社在晚间20时40分许重新播发的图片名称中特地加入了“（请以此画面为准！）”的说明，证实图像确遭改动。晚间19时播出的《新闻联播》中，“张高丽主持京津冀三地协同发展工作推进会议”一消息的电视画面中已无周本顺的身影。
7月25日上午，中共河北省委分别召开常委会（扩大）会议和省直领导干部会议，通报中共中央关于对周本顺涉嫌严重违纪违法问题进行组织调查的决定。省委副书记、省长张庆伟主持会议并讲话。会议公布的新闻稿指，河北省委、省人大常委会、省政府、省政协领导班子和全省各级党组织坚决拥护中共中央的决定，坚决把思想和行动统一到中央的要求上来，坚定不移地与以习近平为总书记的党中央保持高度一致，坚定不移地贯彻中央的重大决策部署，坚定不移地维护好河北改革发展稳定大局。中共中央作出对周本顺进行组织调查的决定，充分表明中共反对腐败的坚定决心和坚强意志，无论是什么人，无论担任什么职务，只要违反党纪国法，都会受到严肃查处。同日，石家庄、秦皇岛、保定、廊坊等地召开中共市委常委会议或领导干部大会，通报中共中央有关决定及河北省委常委(扩大)会议精神。
7月26日，中共河北省委机关报《河北日报》在头版发表评论员文章《坚决把思想行动统一到中央决定和要求上来》。文章称，通过周本顺涉嫌严重违纪违法问题，干部群众应当更加深刻地认识到反腐败斗争的严峻性、复杂性、长期性。
2015年9月25日，因严重违纪、涉嫌犯罪，河北省第十二届人大常委会第十七次会议决定罢免其第十二届全国人民代表大会代表职务。
10月16日，中纪委宣布，周本顺被双开，移送司法机关。据中纪委通报的消息称，周本顺严重违反政治纪律和政治规矩，在重大问题上发表违背中央精神的言论，不认真落实党风廉政建设主体责任，干扰、妨碍组织审查、严重违反组织纪律，为提拔职务进行非组织活动，违规选拔任用干部，隐瞒不报个人有关事项、严重违反中央八项规定精神，超标准公务接待、公款吃喝，频繁出入私人会所，生活奢侈、挥霍浪费，违反中央精简会议文件、改进宣传报道的有关规定；严重违反廉洁纪律，利用职务上的便利在企业经营等方面为他人谋取利益并收受财物，收受礼金、礼品，为其子经营活动谋取利益，家风败坏、对配偶子女放任纵容及严重违反工作纪律，私存涉密资料，泄露党和国家秘密。其中收受财物问题涉嫌犯罪。中纪委向周本顺送达开除党籍、开除公职的处分决定书后，周本顺在决定书上所写的意见是：“我坚决服从和拥护中纪委对我的处分决定。我所犯的错误是极其严重的。中央和中纪委对我的处理是完全正确的，我没有任何申辩和申诉的理由。我虽然被开除了党籍，但我不会忘记组织45年来对我的培养。我会永远记住党组织这个家，记住党这位可敬的母亲。”
2016年10月17日，周本顺出现在反腐题材系列电视专题片《永远在路上》第一集《人心向背》中。
10月29日，最高人民检察院经审查决定，依法对周本顺以涉嫌受贿罪立案侦查并采取强制措施。
2016年10月9日，最高人民检察院发布消息：周本顺涉嫌受贿一案，由最高人民检察院侦查终结后，移送福建省厦门市人民检察院审查起诉。厦门市人民检察院已向厦门市中级人民法院提起公诉。检察机关起诉指控：被告人周本顺利用担任中共邵阳市委书记，中共湖南省委常委、政法委书记，中央政法委副秘书长、秘书长，中央综治委副主任、中共河北省委书记等职务上的便利为他人谋取利益；利用职权形成便利条件，为他人谋取不正当利益，非法收受他人巨额财物，依法应当以受贿罪追究其刑事责任。
2016年11月30日，厦门市中级人民法院一审公开开庭审理河北省委原书记周本顺受贿案。检察机关起诉指控：被告人周本顺利用其担任中共湖南省邵阳市委书记，中共湖南省委常委、省委政法委书记，中央政法委副秘书长、秘书长，中央综治委副主任、委员，中共河北省委书记等职务上的便利及职权形成的便利条件，直接或者通过其妻段雁秋、其子周靖非法收受财物，共计折合人民币4002万余元，依法应以受贿罪追究周本顺的刑事责任。周本顺对起诉指控的受贿事实无异议，并当庭认罪悔罪。
2017年2月15日，厦门市中级人民法院以受贿罪一审判处周本顺有期徒刑十五年，并处没收个人财产人民币二百万元；对其受贿所得财物及其孳息予以追缴，上缴国库。

## 家族
- 父亲：周承明，母亲：陈金青
- 妻子：段雁秋，生于河南邓州，长于湖南长沙，周靖生母，中国银河证券股份有限公司投行部董事、总经理。此前，曾供职于湖南省无线电管理委员会办公室，之后在中国人寿保险公司工作数年。段是中国爱心工作委员会副主席。同时，还担任中国书画收藏鉴定家协会副主席、中国书画协会理事、河北名家书画院副院长等职务。她与原中共江苏省委秘书长赵少麟之子、江苏房地产界“大佬”赵晋关系非同一般，视同己出。她曾说“我生了一个男娃，但我有两个儿子”[45]。
- 儿子：周靖，2015年7月24日下午周本和，与湖南省政协前主席胡彪之子胡雄杰在长沙星沙保时捷中心被公安部带走调查，据报道周靖被调查原因是涉嫌经济犯罪，可能涉及到与令计划妻子谷丽萍之间的经济往来[46]，亦有媒体报道周靖涉及赵晋案[45]。
- 大哥，周本祥
- 二哥，周本和
- 三哥，周本畅
- 侄女，周汶颖，周本和女儿
- 侄女婿：宋达勇，周汶颖丈夫，原湖南溆浦水利局局长，已被双规[47]。
- 妻弟（同父异母）：刘延伟，原为河南邓州市供销社下属的棉麻公司的总经理，在周本顺升任为中央政法委秘书长之后，2011年由企业负责人直接转任邓州市政法委副书记。现为邓州市司法局局长[48]。
- 妻弟（同父异母）：刘延涛，河南邓州市实力最强的房地产开发商，通吃黑白两道。2015年7月28日，两辆挂着省外牌照的警务专用车驶入邓州市区，数名省外警员将刘延涛堵在一处建筑之内，他们为刘延涛戴上戒具，将其带走[48]。

## 个人事迹

### 打击湘地黑帮
周本顺在任中共邵阳市委书记期间，“小红宝”黑帮团伙在邵阳市烜赫一时。其领头者“小红宝”（真名姚志宏）以黑社会老大自居，自诩“邵阳第二政法委”。姚还于1997年出任邵阳市大祥区政协常委，攫取政治资本。2002年6月，“小红宝”案由周本顺任厅长的湖南省公安厅亲自组织侦办。坊间有传闻指当年“小红宝”曾拿枪进入周的办公室，而周并不畏惧。亦有舆论认为，“小红宝”覆灭很大程度上在于其曾放话要周本顺跪下而得罪了周本顺。

### 引用
1. ↑  . 中国共产党新闻网. 2013-03-20  [2015-07-25]. （原始内容存档于2016-03-04）.
2. ↑  . 大公网. 2013-03-20  [2014-07-02]. （原始内容存档于2020-08-07）.
3. 1 2  . 中央纪委监察部网站. 2015-07-24  [2020-01-06]. （原始内容存档于2020-10-17）.
4. 1 2  . 人民网. 2015-07-24  [2015-07-24]. （原始内容存档于2015-07-24）.
5. ↑  . 新华网. 2015-09-26  [2015-09-26]. （原始内容存档于2016-03-04）.
6. 1 2  . 中央纪委监察部网站. 2015-10-16  [2015-10-16]. （原始内容存档于2017-09-30）.
7. 1 2  . 中华人民共和国最高人民检察院. 2010-10-09  [2016-10-09]. （原始内容存档于2021-01-03）.
8. 1 2  . 腾讯网. 2017-02-15  [2017-02-15]. （原始内容存档于2020-11-07）.
9. ↑  溆浦县志编纂委员会 编. . 北京市: 线装书局. 2015年: 904  [2024-01-24]. ISBN 9787512007970. （原始内容存档于2024-01-24）.
10. ↑  . 财经网. 2008-05-06  [2018-11-22]. （原始内容存档于2009-02-07）.
11. ↑  . 新华网. 2013-03-20  [2015-07-26]. （原始内容存档于2017-09-02）.
12. ↑  . 中国人大网. 2013-10-22  [2016-07-03]. （原始内容存档于2016-08-28）.
13. ↑  . 亞太日報.   [2018-11-22]. （原始内容存档于2014-01-13）.
14. ↑  . 澎湃新闻. 2015-07-25  [2015-07-25]. （原始内容存档于2021-01-03）.
15. ↑  . 京华时报. 2016-10-18  [2016-10-18]. （原始内容存档于2016-10-19）.
16. ↑  . 新华社. 2013-09-27  [2015-07-26]. （原始内容存档于2015-09-24）.
17. ↑  . 澎湃新闻. 2015-02-12  [2015-07-26]. （原始内容存档于2021-01-03）.
18. ↑  . 新华社. 2013-09-25  [2015-07-26]. （原始内容存档于2017-09-02）.
19. ↑  . 多维新闻网. 2015-07-24  [2015-07-25]. （原始内容存档于2015-07-27）.
20. ↑  . 多维新闻网. 2016-12-27  [2016-12-30]. （原始内容存档于2016-12-29）.
21. ↑  . 澎湃新闻. 2014-10-27  [2015-07-26]. （原始内容存档于2021-01-03）.
22. ↑  . 澎湃新闻. 2015-03-09  [2015-07-26]. （原始内容存档于2021-01-03）.
23. ↑  . 澎湃新闻. 2015-07-15  [2015-07-26]. （原始内容存档于2021-01-03）.
24. ↑  . 多维新闻网. 2015-07-25  [2015-07-26]. （原始内容存档于2016-03-04）.
25. ↑  . 新浪网. 2012-06-03  [2014-07-02]. （原始内容存档于2020-05-15）.
26. ↑  . 大公网. 2015-07-26  [2015-07-26]. （原始内容存档于2021-01-03）.
27. ↑  . 央视网. 2016-10-28  [2018-11-22]. （原始内容存档于2020-05-16）.
28. ↑  . 财新网. 2015-07-25  [2015-07-25]. （原始内容存档于2015-07-28）.
29. ↑  . 大公网. 2015-07-24  [2015-07-25]. （原始内容存档于2021-01-03）.
30. ↑  . 多维新闻网. 2015-07-24  [2015-07-25]. （原始内容存档于2016-03-04）.
31. ↑  . BBC中文网. 2015-07-24  [2015-07-25]. （原始内容存档于2021-01-03）.
32. ↑  . 财新网. 2015-07-24  [2015-07-25]. （原始内容存档于2015-07-27）.
33. ↑  . 澎湃新闻. 2015-07-24  [2015-07-25]. （原始内容存档于2021-01-03）.
34. ↑  . 澎湃新闻. 2015-07-25  [2015-07-25]. （原始内容存档于2021-01-03）.
35. ↑  . 大公网. 2015-07-25  [2015-07-25]. （原始内容存档于2021-01-03）.
36. ↑  . 云南信息港. 2015-07-24  [2015-07-25]. （原始内容存档于2016-03-04）.
37. ↑  . 新华网. 2015-07-24  [2015-07-25]. （原始内容存档于2016-11-13）.
38. ↑  . 河北新闻网. 2015-07-25  [2015-07-25]. （原始内容存档于2015-07-28）.
39. ↑  . 新浪网. 2015-07-26  [2015-07-26]. （原始内容存档于2020-04-24）.
40. ↑  . 河北日报. 2015-07-26  [2015-07-26]. （原始内容存档于2015-07-28）.
41. ↑  . 中国人大网. 2016-01-05  [2016-07-04]. （原始内容存档于2020-11-11）.
42. ↑  . 新浪. 2017-09-27  [2018-11-22]. （原始内容存档于2017-12-01）.
43. ↑  . 最高人民检察院. 2015-10-29  [2015-10-30]. （原始内容存档于2021-01-03）.
44. ↑  . 中国网. 2016-12-01  [2016-12-01]. （原始内容存档于2021-01-03）.
45. 1 2  . 财经网. 2015-08-07  [2015-08-07]. （原始内容存档于2017-09-02）.
46. ↑  . 财经网. 2015-08-06  [2015-08-06]. （原始内容存档于2015-08-08）.
47. ↑  . 网易. 2015-08-06  [2015-08-06]. （原始内容存档于2015-08-09）.
48. 1 2  . 财经网. 2015-08-07  [2015-08-08]. （原始内容存档于2015-12-18）.